# Jurežev slap
Jurežev slap je slap na potoku Jurežev graben in je najvišji slap v slovenskem delu Karavank. Nahaja se blizu vasi Srednji vrh pri Gozdu Martuljku. Ime je dobil po osamljeni domačiji, ki stoji v bližini. Skupna dolžina slapu je okoli 100 metrov, na dnu zadnje stopnje se voda zbere v večji potok (Jurežev Graben), ki se kasneje izlije v Savo Dolinko.